# NHK中村ラジオ中継放送所
NHK中村ラジオ中継放送所（エヌエイチケイなかむらラジオちゅうけいほうそうじょ）は、高知県四万十市に設置されているNHK高知放送局の中波ラジオ放送中継局。

## 概要
- 旧中村市区域である四万十市入田1582番地2に置かれ、幡多地域へ電波を発射している。

## 中継局概要
| 放送局名    | 周波数  | 空中線 電力 | 放送対象地域 | 放送区域 内世帯数 | 開局日         |
| ----------- | ------- | ----------- | ------------ | ----------------- | -------------- |
| NHK 高知第1 | 999kHz  | 1kW         | 高知県       | 約2万世帯         | 1946年 1月15日 |
| NHK 高知第2 | 1521kHz | 1kW         | 全国         | 約2万世帯         | 1953年 3月29日 |

- かつてラジオ第1放送には呼出符号「JORQ」、ラジオ第2放送には「JORY」が付与されていた。なお、ラジオ第2放送に付与されていた「JORY」は、1995年に開局した琉球朝日放送（沖縄県）に再付与されている。